# 정글북: 마법 원정대
《정글북: 마법 원정대》(Савва. Сердце воина, A Warrior's Tail)는 러시아 연방에서 제작된 막심 파디브 감독의 2015년 애니메이션, 모험, 판타지 영화이다. 콘스탄틴 카벤스키 등이 주연으로 출연하였다. 러시아에서는 2015년 11월 12일 개봉되었고, 영국에서는 2016년 4월 1일 처음 개봉되었다.

## 출연

### 주연
- 콘스탄틴 카벤스키
- 아르멘 지가르하냔

### 조연
- 미카일 갈러스티안
- 표도르 본다르추크
- 세르게이 가르마시